# Лопатень
Лопатень  (Calidris pygmeus) — невеликий кулик родини баранцевих (Scolopacidae). Гніздиться на північному сході Росії. Назву птахові надано через унікальну форму дзьоба. Наприкінці ХХ — на початку ХХІ ст. чисельність лопатня різко скоротилася, тому МСОП включає його до видів на межі зникнення. З початку ХХ ст. здійснюються спеціальні програми щодо моніторингу популяції та реінтродукції цього кулика в природі. В Україні це рідкісний залітний птах.

## Таксономія та систематика
Лопатня вперше описав Карл Лінней у «Системі природи» в 1778 як as Platalea pygmea. Вид було включено до роду Eurynorhynchus Свеном Нільсоном (Sven Nilsson) у 1821. Лопатня включено до роду Calidris на початку ХХІ ст.

## Опис

### Морфологічні ознаки

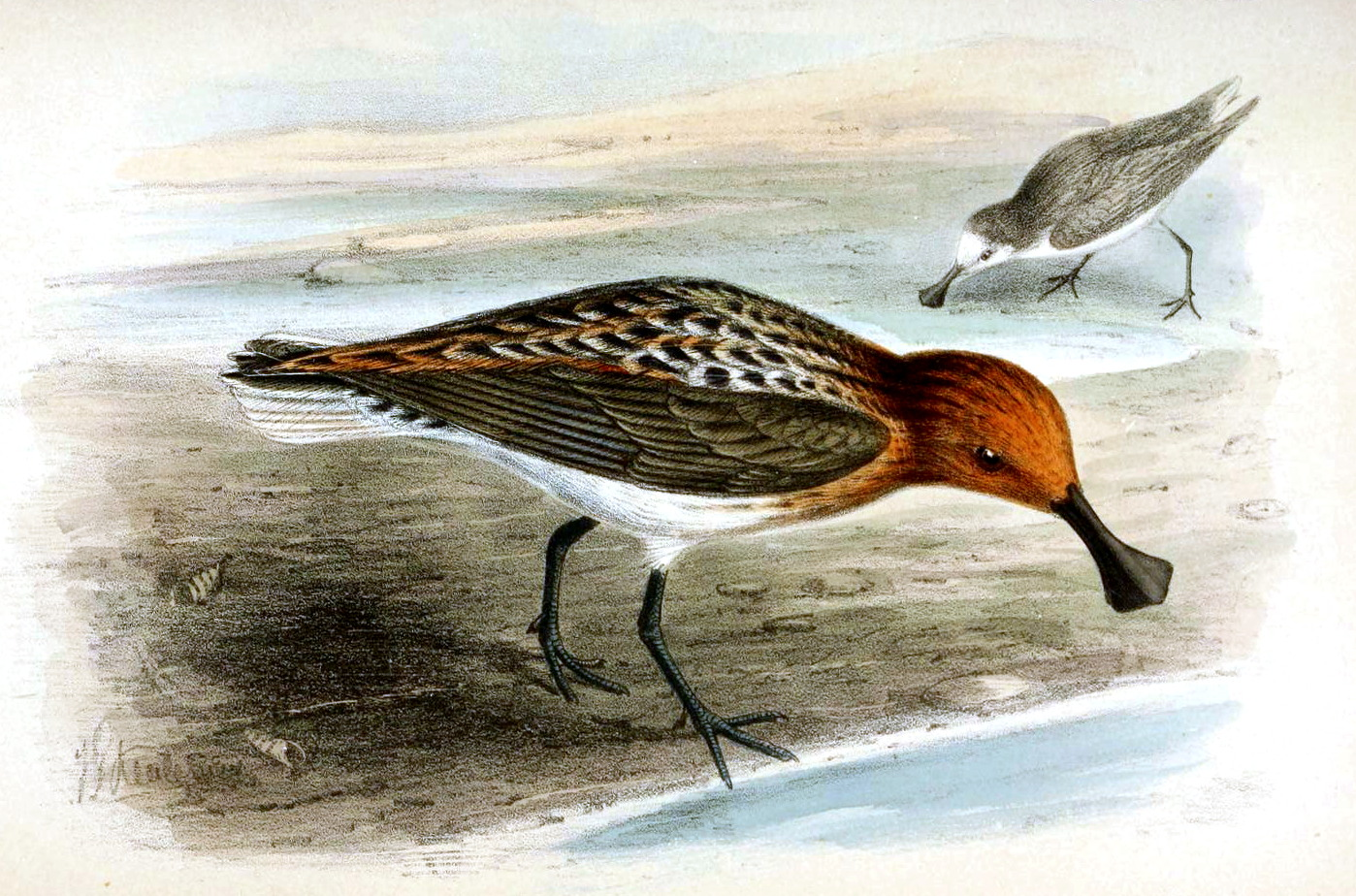
Шлюбне вбрання

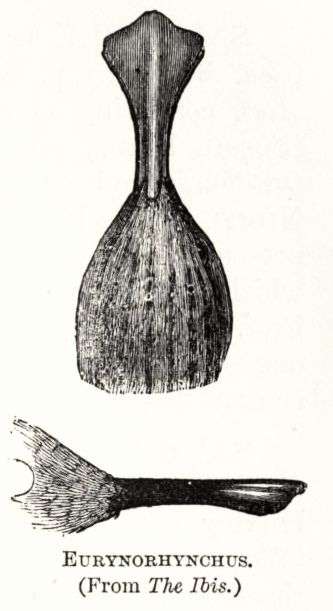
Дзьоб згори та збоку

Маса тіла близько 30 г, довжина тіла близько 15 см, довжина дзьоба 19-24 мм. У дорослого птаха в шлюбному вбранні пера спини і верхні покривні пера крил темно-бурі, з рудою облямівкою; верх голови темно-бурий, з рудими плямами; щоки і горло руді; воло руде, з темними рисками; груди, черево і підхвістя білі; махові пера темно-бурі, основа більшої частини другорядних біла, внутрішні другорядні майже цілком білі; хвіст бурувато-сірий, центральні стернові пера чорно-бурі; дзьоб чорно-бурий, характерно розширений на кінці; ноги чорно-бурі. У позашлюбному оперенні верх сірий, на перах світла облямівка; щоки, горло і низ тулуба білі, з бурим відтінком на волі. Молодий птах вбранням подібний до шлюбного дорослого, але верх строкатіший; низ білий, з рудим відтінком на шиї і волі.

### Звуки
Видає трелі і дзижчання, як у цикади.

## Поширення
Лопатень має дуже вузький гніздовий ареал — гніздиться на північному сході Росії від Чукотського півострова на південь до основи Камчатського півострова. З місць гніздування мігрує на південь вздовж західного узбережжя Тихого океану через Росію, Японію, Північну Корею, Китай, Гонконг, Тайвань та В'єтнам. Основні місця зимівлі розташовані на півдні Китаю, В'єтнаму, Таїланду, Бангладеш і М'янми. Протяжність міграційних шляхів становить близько 8 тис. км.
В Україні рідкісний залітний птах — його спостерігали на Чернігівщині та в Запорізькій області на Молочному лимані у ХХ ст., ці дані потребують додаткового підтвердження.

## Чисельність
У 1970-ті роки чисельність виду було оцінено в 2000—2800 гніздових пар. Дослідження на Чукотці на початку 2000-х років виявили різке скорочення чисельності, після чого було налагоджено моніторинг на ключових ділянках гніздування. У 2009—2010 рр. гніздову популяцію оцінювали в 120—200 пар, що еквівалентно 240—400 дорослим особинам та 360—600 особин у цілому. Проте згодом таку оцінку назвали оптимістичною. На основі обліків птахів на місцях зимівлі популяцію нині оцінюють в 242—378 особин.

## Гніздування
Моногамний вид з консервативними територіальними зв'язками — більшість пар повертаються на місця свого гніздування. Як правило, приступають до розмноження у віці двох років, хоча відомі випадки гніздування у віці одного року. Гніздиться в мозаїчній тундрі приморської смуги з болотами та озерцями, найчастіше біля лагун та гирла річок не далі 5 км від узбережжя. На місця розмноження птахи прилітають на початку червня. Кожна пара охороняє територію площею 3-10 га, в межах якої годується та влаштовує гніздо. Кладка нараховує, як правило, 4 яйця (рідко 2-3), які насиджують самець та самка протягом 21,5-23 діб. У випадку загибелі кладки на початкових етапах насиджування може бути відкладена повторна. Пташенята виводкового типу, починають самостійно переміщуватися та годуватися у віці менше 1 доби. Виводок розпадається відразу після підйому молодих птахів на крило, що відбувається у віці 17-18 діб.

## Живлення
Використовує широкий спектр кормів та різноманітні методи їх збору. У тундрі живиться безхребетними, яких збирає з поверхні ґрунту, а також літаючими комахами та водними тваринами (ракоподібні, личинки комах). На відміну від інших побережників лопатень не здатен зондувати ґрунт у пошуках їжі через специфічний дзьоб. У період міграцій живиться на мілководних калюжах на мулисто-піщаному ґрунті, що залишається після відпливу.

## Загрози
Головними загрозами для існування виду вважають деградацію місць приморських ділянок на місцях міграції та зимівлі (розвиток промисловості, сільського господарства, забруднення). На місцях гніздування інколи гнізда можуть руйнувати песці і собаки.

## Охорона
Статус виду у Червоному списку МСОП змінювався з «уразливого» у 2000 році до «загрозливого» у 2004 і до «виду, що перебуває на межі зникнення» у 2008. Лопатень включено до Додатків І і ІІ Бонської конвенції. План дій щодо збереження лопатня було розроблено в 2006 (Zöckler and Bunting, 2006) з подальшим оновленням у 2008 (Zöckler et al., 2008) та 2010 (Zöckler et al., 2010)
У 2012 році на півдні Чукотки стартував міжнародний проект, спрямований на збільшення продуктивності виду. Він полягає у зборі яєць лопатня, їх штучній інкубації, вирощування пташенят у напіввільних умовах та подальшому випуску молодих птахів у природу.. Перші результати показали ефективність розробленої програми. Протягом 2012—2015 рр. пташенята вилупились з 81 % зібраних яєць, тоді як у природі ця цифра становить близько 30 %. Приблизно 2/3 пар, у яких було вилучено яйця, відклали повторні кладки та частина виростила пташенят. Таким чином, програма більше ніж удвічі збільшує успіх розмноження лопатня.
З 2011 року у Великій Британії, у Слімбриджі, було створено резервну популяцію лопатня у неволі, від якої сподіваються додатково отримувати потомство. Станом на 2015 рік тут утримували 24 птахи.